# Nautica Thorn
Nautica Thorn (Waipahu Ewa, Hawái; 13 de junio de 1984) es una actriz pornográfica estadounidense.

## Biografía
Nautica nació y creció en Hawái, y es hija única. Su madre trabajaba como secretaria y su padre en la industria de la construcción. Cuando era estudiante admiraba a la actriz porno mexicana Juanita Chong, con quien tenía parecido físico, y a menudo veía sus películas. Comenzó a interesarse en el sexo a temprana edad, perdiendo la virginidad a los 14 años.
Obtuvo su primer trabajo a los 14 años en promociones y marketing de una compañía discográfica. Uno de sus primeros trabajos en Hawái, fue entregando collares de flores a los turistas que arribaban al aeropuerto.
A los 16 años se mudó fuera de Hawái, primero a Los Ángeles y luego a Las Vegas. Trabajó en una cafetería por un tiempo, y luego en un par de tiendas de moda de la avenida Melrose en Hollywood. Al cumplir los 18 años comenzó a trabajar como estríper en Las Vegas y más tarde en Los Ángeles, y como modelo erótica.

## Carrera como actriz porno
Un día, mientras realizaba su trabajo de estríper, tres actores porno se acercaron a ella y la invitaron a probar suerte en la industria X. Nautica aceptó y comenzó a trabajar en escenas de solo y más tarde en escenas lésbicas. Rodó su primera escena para la película Up And Cummers 155, aunque participando simplemente en una escena de solo. Su siguiente película fue Up And Cummers 116, no rodando ninguna escena heterosexual hasta aparecer en la película Flesh Hunter 5 de Jules Jordan. Tras su escena con Jules continuó rodando escenas heterosexuales hasta la actualidad, trabajando muy activamente y adquiriendo una gran fama dentro de la industria X, destacando su participación en un gran número de escenas interraciales.
Ha trabajado en varias ocasiones para la actriz porno Tera Patrick y ha trabajado como presentadora en Spike TV y en Playboy TV. También ha aparecido en las páginas de revistas como Playboy, Hustler, Club, Genesis o Fox. En junio de 2006 creó su propia productora, Nautica Thorn Productions, y a pesar de estar comprometida, afirma tener planes de continuar en la industria X durante mucho tiempo.
Ha sido nominada para varios premios, incluyendo el Premio AVN a Mejor Nuevo Starlet en 2003 y Crossover Estrella del Año en 2006. Además de su trabajo en películas para adultos, ha trabajado como modelo para Fantasy Fitness.